# Blaubart (Vonnegut)
Blaubart (englischer Originaltitel: Bluebeard) ist ein satirischer Roman des US-amerikanischen Schriftstellers Kurt Vonnegut mit dem Untertitel Die Autobiographie des Rabo Karabekian (1916–1988), der in der Welt der Künstler des abstrakten Expressionismus angesiedelt ist.

## Entstehung
Die Anregung erhielt Vonnegut durch sein 1979 erworbenes Haus in Sagaponack, 620 Sagg Main Street, einem kleinen Ort in den Hamptons. Es hatte zuvor dem Künstler Frank Stella gehört, der in der zum Haus gehörenden Garage sein Atelier gehabt hatte. Die Erstausgabe des Romans erschien 1987 unter dem Titel Bluebeard im New Yorker Verlag Delacorte Press/Dell Publishing. Eine deutsche Übersetzung von Lutz-W. Wolff veröffentlichte 1989 der Verlag Bertelsmann.

## Handlung
Der Ich-Erzähler Rabo Karabekian erzählt, dass seine Eltern vor dem Völkermord an den Armeniern aus ihrer armenischen Heimat in die USA flohen, wo er 1916 in San Ignacio, Kalifornien zur Welt kam. Jetzt lebt er in einem 19-Zimmer-Haus mit eigenem Strand in East Hampton, Long Island, das ihm seine zweite Frau hinterließ, als sie vor zwei Jahren starb. Zum Schreiben seiner Autobiographie animierte ihn eine Frau namens Circe Berman, 43 Jahre alt, die eines Tages in seiner selbstgewählten Einsamkeit auftauchte.
Karabekian lernte im Laufe seines Lebens zahlreiche Künstler des abstrakten Expressionismus kennen. Da er selbst zu wenig Talent hatte, um gleichfalls Maler zu werden, entschied er sich dafür, Kunstsammler zu werden. Inzwischen hat er all seine einstigen Freunde verloren, doch ist ihm ein letztes Geheimnis geblieben, das er sorgsam vor der Öffentlichkeit verborgen hält, wie einst Ritter Blaubart das Rätsel der geheimen Kammer.

## Trivia
Die Gestalt des Rabo Karabekian taucht bereits in Vonneguts Roman Frühstück für starke Männer (1973) auf, wo sie aber nur einen kurzen Auftritt hat. Vorbild für die Figur der Circe Berman war Vonneguts zweite Frau, die Fotografin Jill Krementz.